# Upper Bokomu
Upper Bokomu är en klan i Liberia.   Den ligger i regionen Gbarpolu County, i den centrala delen av landet, 140 km nordost om huvudstaden Monrovia.